# Municipio de Bowie (condado de Chicot)
El municipio de Bowie (en inglés: Bowie Township) es un municipio ubicado en el condado de Chicot en el estado estadounidense de Arkansas. En el año 2010 tenía una población de 3233 habitantes y una densidad poblacional de 11,98 personas por km².

## Geografía
El municipio de Bowie se encuentra ubicado en las coordenadas 33°28′55″N 91°21′24″O / 33.48194, -91.35667. Según la Oficina del Censo de los Estados Unidos, el municipio tiene una superficie total de 269.9 km², de la cual 260,45 km² corresponden a tierra firme y (3,5 %) 9,45 km² es agua.

## Demografía
Según el censo de 2010, había 3233 personas residiendo en el municipio de Bowie. La densidad de población era de 11,98 hab./km². De los 3233 habitantes, el municipio de Bowie estaba compuesto por el 29,66 % blancos, el 67,55 % eran afroamericanos, el 0,12 % eran amerindios, el 0,62 % eran asiáticos, el 1,18 % eran de otras razas y el 0,87 % eran de una mezcla de razas. Del total de la población el 2,01 % eran hispanos o latinos de cualquier raza.